# Bethaus

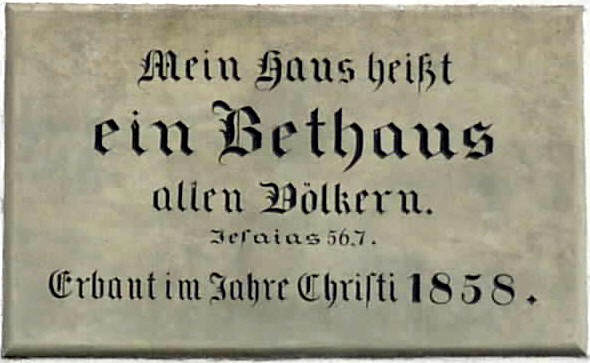
Sandsteintafel im Giebel des Bethauses der Baptisten in Jever

Ein Bethaus ist ein Gebäude mit religiöser Funktion, in dem Gottesdienste und andere Veranstaltungen einer Kirchengemeinde stattfinden. Synagogen oder Moscheen werden ebenfalls als Bethäuser bezeichnet. Vielfach wurden Bethäuser ursprünglich als Provisorium errichtet oder umgenutzt. Architektonisch unterscheiden sie sich von Kirchen oftmals durch das Fehlen eines Glockenturms. Sie sind von außen als Versammlungsgebäude erkennbar oder wirken wie ein größeres Wohnhaus.

## Christliche Bethäuser
In Anlehnung an Jesaja (Jes 56,7 ) und Matthäus (Mt 21,13 ) nennen verschiedene (meist freikirchliche) christliche Vereinigungen ihre Kirchbauten Bethaus. Das Bethaus der Baptisten in Felde ist das älteste freikirchliche Bethaus Deutschlands, das immer noch zum Gottesdienst genutzt wird. Im Gebetshaus Augsburg steht das Gebet im Mittelpunkt. Dort beten Christen verschiedener Konfessionen täglich durchgehend 24 Stunden. 
Vielfach errichteten Auswanderer aus Deutschland, die im 19. Jahrhundert im russischen Zarenreich siedelten, in ihren Dörfern ein Bethaus. Dies war vor allem in kleineren Dörfern der Fall, die kein größeres Kirchengebäude errichten konnten. Im Bethaus fand sonntags der Gottesdienst statt, in der Woche war es das Schulgebäude. Da die Gebäude keinen Glockenturm besaßen, war die Kirchenglocke in einem separaten Holzturm neben dem Bethaus aufgehängt.
Das Huthaus (Zechenhaus) bzw. das Bethaus war das traditionelle Bethaus im Bergwerksbetrieb, worin die Bergleute für eine sichere Rückkehr aus dem Berg beteten, bevor sie in die Grube einfuhren. Eines der wenigen erhaltenen Bethäuser des Bergbaus in Deutschland befindet sich im Muttental bei Witten.
Im Habsburgerreich waren evangelische Kirchbauten bis in das 19. Jahrhundert auf Artikularkirchen und Toleranzbethäuser beschränkt.

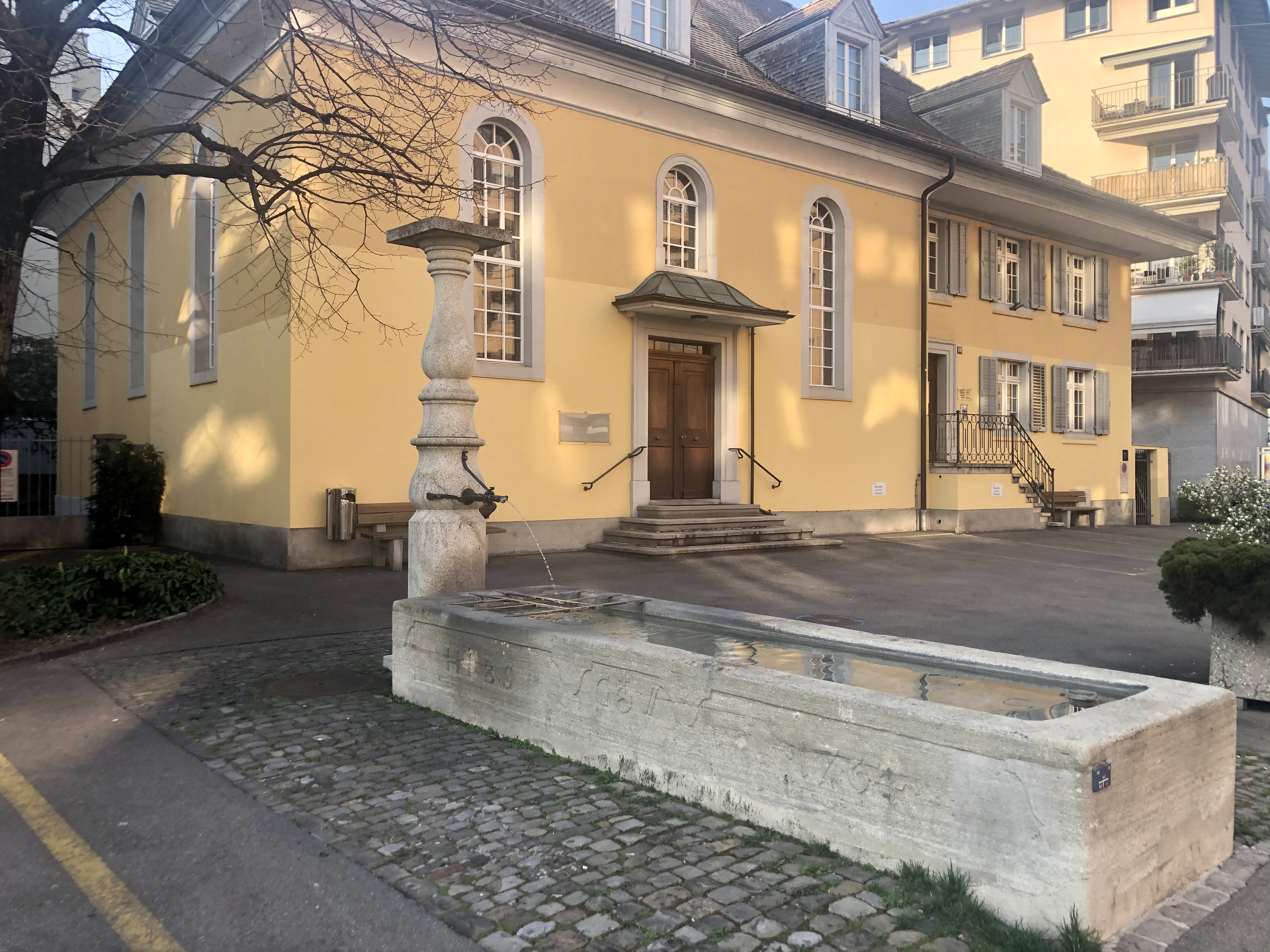
Ehemaliges reformiertes Bethaus in Wiedikon, das vor dem Bau der Kirche Bühl genutzt wurde
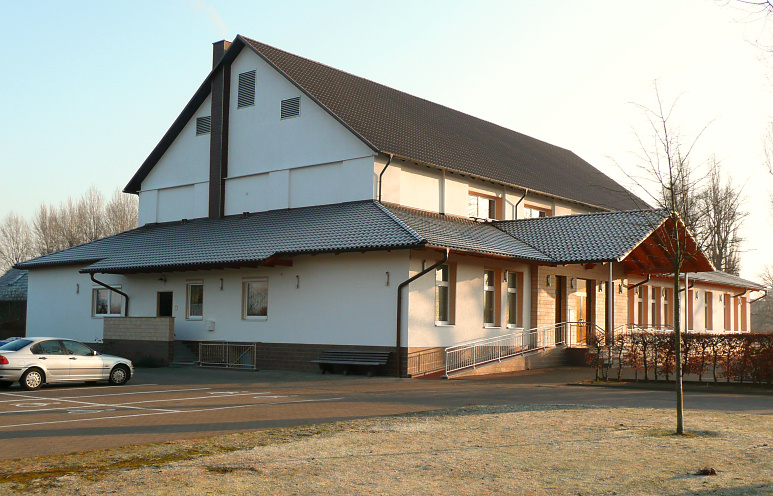
Bethaus einer russlanddeutschen Baptisten-Brüdergemeinde in Hannover
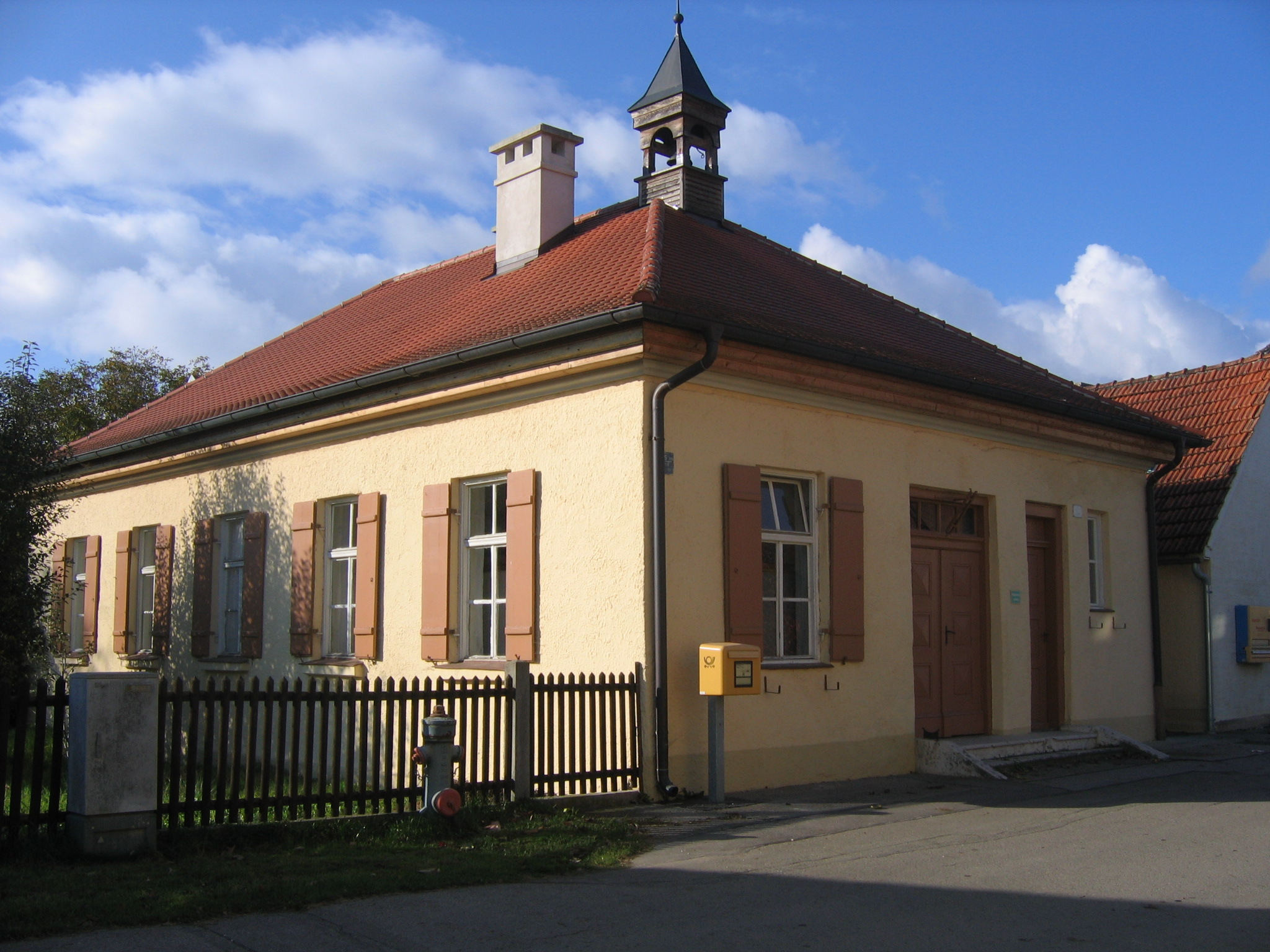
Bethaus der früheren Mennonitengemeinde in Maxweiler
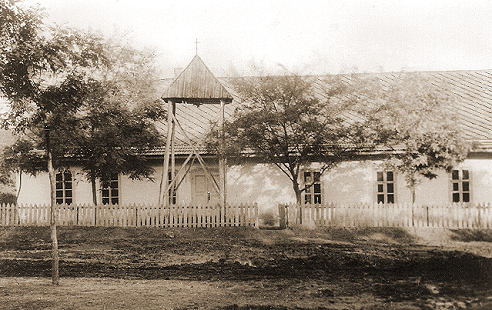
Bessarabiendeutsches Bethaus in Hannowka mit separatem Glockenturm, etwa 1940
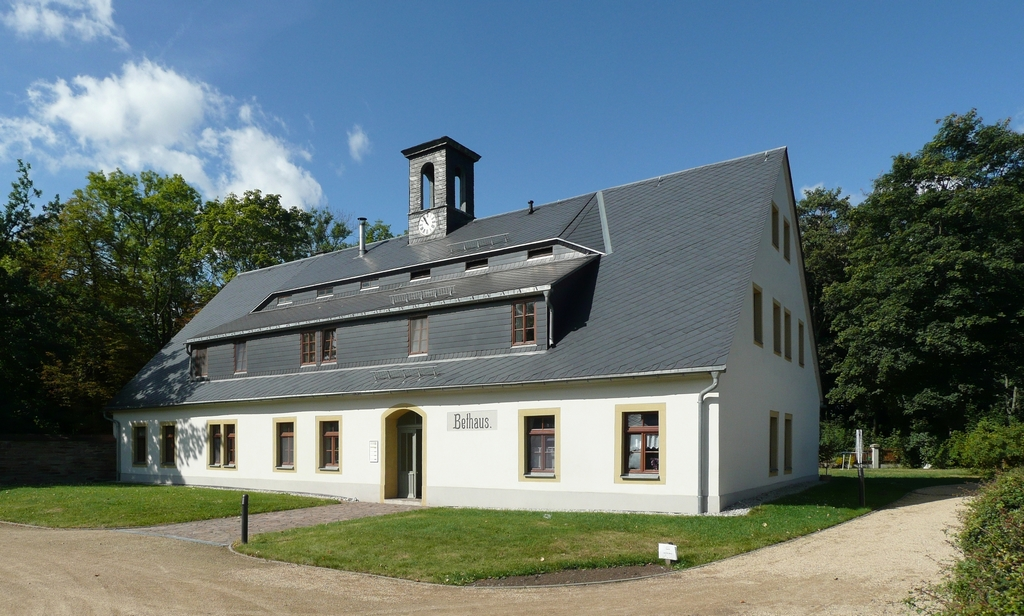
Bergmännisches Bethaus der „Alten Mordgrube“ im Erzgebirge
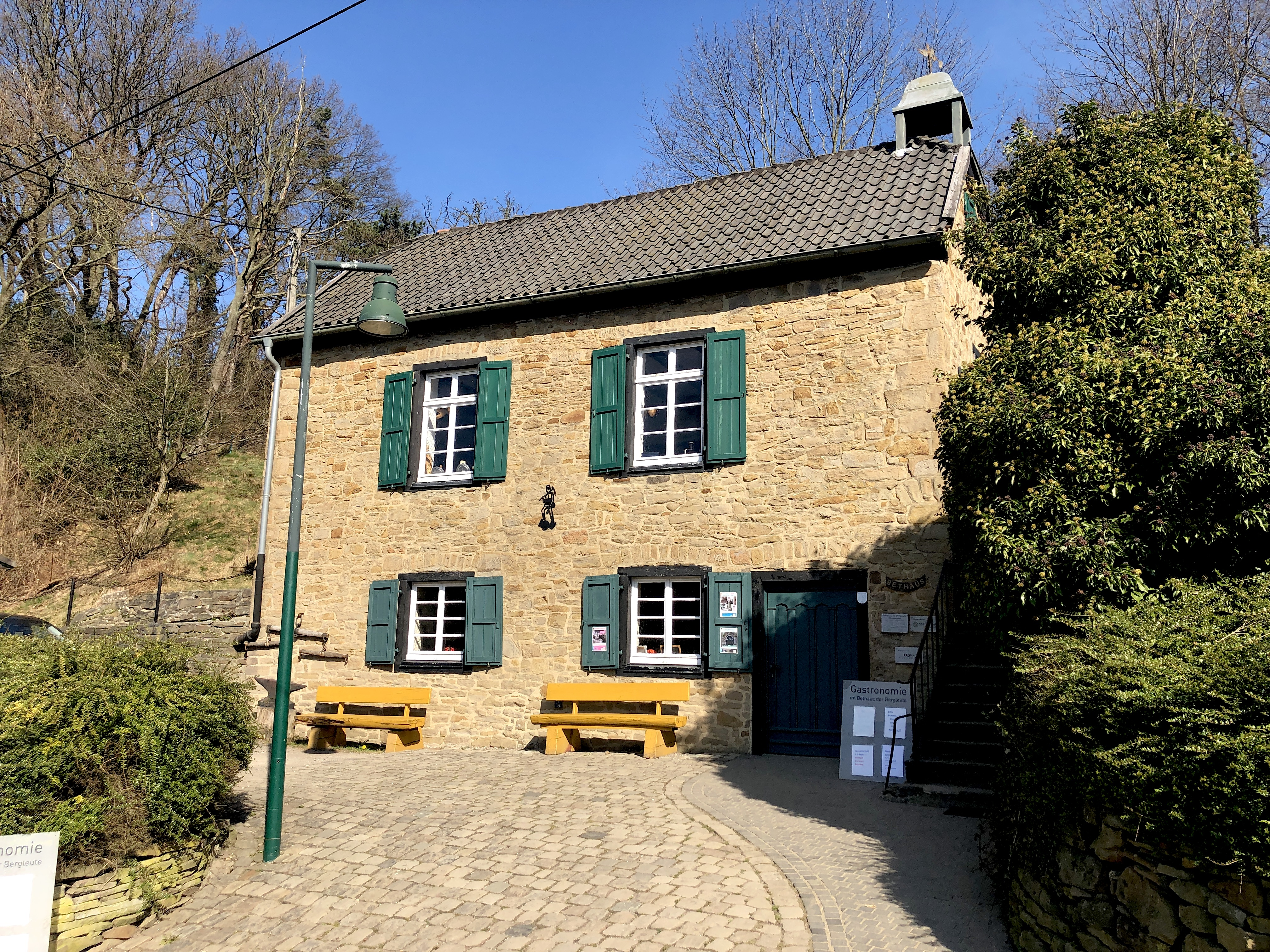
Das Bethaus der Bergleute im Muttental der Stadt Witten am südlichen Rand des Ruhrgebiets